# Sojoez MS-13
Sojoez MS-13 (Russisch: Союз МС-13) was een ruimtevlucht naar het Internationaal ruimtestation ISS. Het werd de 142ste vlucht van een Sojoez-capsule en de dertiende van het nieuwe Sojoez MS-type. De lancering vond plaats op 20 juli 2019. Tijdens deze vlucht werden drie bemanningsleden naar het Internationaal ruimtestation ISS vervoerd voor ISS-Expeditie 60.
Op 24 augustus 2019 kon de onbemande capsule Sojoez MS-14 niet aanmeren door een probleem met de aanmeerpoort van het ISS.
Twee dagen later werd daarom de MS-13 capsule van het ISS losgekoppeld en handmatig naar die defecte poort verplaatst zodat MS-14 volautomatisch bij een andere poort kan aankoppelen. Voor het verplaatsten van MS-13 moest de hele MS-13 bemanning aan boord van de capsule zijn zodat bij een eventuele mislukking de mogelijkheid bestond een landing in te kunnen zetten zonder meer mensen in het ISS achter te laten dan er konden vertrekken.

## Bemanning
| Positie           | Ruimtevaarder                            |
| ----------------- | ---------------------------------------- |
| Commandant        | Aleksandr Skvortsov, RSA 3e ruimtevlucht |
| Flight Engineer 1 | Luca Parmitano, ESA 2e ruimtevlucht      |
| Flight Engineer 2 | Andrew Morgan, NASA 1e ruimtevlucht      |

### Reservebemanning
| Positie           | Ruimtevaarder          |
| ----------------- | ---------------------- |
| Commandant        | Sergej Rizjikov, RSA   |
| Flight Engineer 1 | Thomas Marshburn, NASA |
| Flight Engineer 2 | Soichi Noguchi, JAXA   |